# Super Pitfall
 (septembre 2019).
Si vous disposez d'ouvrages ou d'articles de référence ou si vous connaissez des sites web de qualité traitant du thème abordé ici, merci de compléter l'article en donnant les références utiles à sa vérifiabilité et en les liant à la section « Notes et références ».
Super Pitfall est un jeu vidéo développé par Micronics et édité par Pony Canyon et par Activision. Il est sorti en 1986 au Japon et en 1987 en Amérique du Nord sur Nintendo Entertainment System. Il s'agit de la suite de Pitfall! sur Atari 2600.

## Système de jeu
Super Pitfall est un jeu de plates-formes dans lequel le joueur incarne Harry, un aventurier similaire à Indiana Jones, qui est à la recherche du diamant sacré de Raj. Il doit de plus secourir sa nièce Rhonda ainsi que son acolyte Quickclaw qui sont perdus dans les cavernes.
Super Pitfall transporte le joueur dans les plus sombres cavernes où il doit trouver des clefs et des potions magiques tout en combattant des créatures qui tenteront de le blesser en lui faisant perdre une des vies amassées au cours du jeu.
Le joueur peut ramasser des munitions, des lingots d'or et des armes tout au long du jeu.